# 白嶺駅
白嶺駅（はくれいえき）とは、中華人民共和国黒竜江省ハルビン市阿城区に位置する浜綏線の駅。

## 歴史
- 1899年開業。

## 隣の駅
中華人民共和国鉄道部
浜綏線
白帽子駅 - 白嶺駅 - 小嶺駅
座標: 北緯45度21分58秒 東経127度15分10秒 / 北緯45.366161度 東経127.252774度